# Mixtune for Cully
Mixtune for Cully er et aarhusiansk baseret pop-ensemble, der primært opererer i det musikalske område mellem indie og sing-songwriter-rock. Den primære kraft i bandet er sangskriver og sanger Aage Hedensted, der tidligere også har formet det mere rockede Yellowish. Mixtune for Cully debuterede 6. oktober 2008 med albummet We Know Where the Aircrafts Hide, der fik pæne anmeldelser med på den efterfølgende tour.

## Diskografi
- We Know Where the Aircrafts Hide (6. okt. 2008) Good Tape Records
- Season of Silence (8. okt. 2012) Good Tape Records